# Sheena (personaggio)
Sheena, regina della giungla (Sheena, Queen of the Jungle) è un'eroina immaginaria tarzanide dei fumetti americani, originariamente creata dalla Fiction House durante l'età d'oro dei fumetti. Sheena è stata la prima protagonista femminile di un albo a fumetti a lei intitolato nel 1937 (in Gran Bretagna; nel 1938 negli Stati Uniti), precedendo Wonder Woman n. 1 (1941). Sheena ha ispirato un gran numero di simili "ragazze della giungla" (jungle girls) dei fumetti, venendo preceduta nella narrativa da Rima, introdotta nel 1904 nel romanzo Green Mansions di William Henry Hudson.
Sheena è un'orfana cresciuta nella giungla, imparando a sopravvivere e prosperare nell'ambiente selvaggio, ha la capacità di comunicare con gli animali selvatici ed è abile nel combattimento con coltelli, lance, archi e armi improvvisate. Le sue avventure riguardano principalmente incontri con mercanti di schiavi, cacciatori bianchi, nativi africani e animali selvatici.
Sheena è stata classificata al 59º posto nella classifica delle donne più sexy dei fumetti della Comics Buyer's Guide.

## Storia editoriale

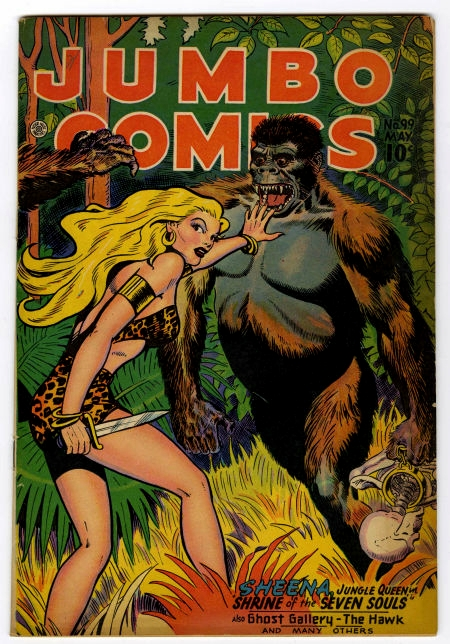
Anche se Sheena (sopra in Jumbo Comics n. 99 del 1947) non è stata la prima "ragazza della giungla", era caratterizzata graficamente da un bikini di pelliccia di leopardo, una caratteristica del tutto senza precedenti che sarebbe stata replicata dalle eroine successive.

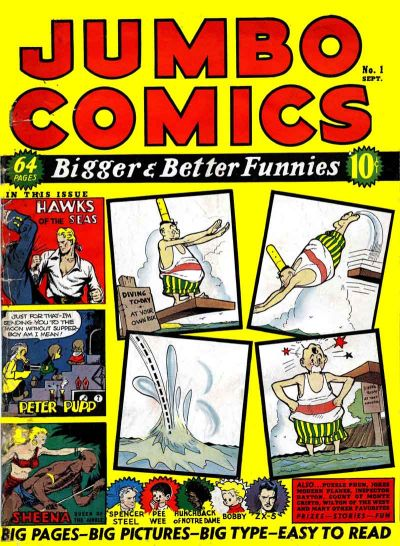
Jumbo Comics n. 1, settembre 1938, una rivista di fumetti di vari generi in cui era pubblicata anche Sheena

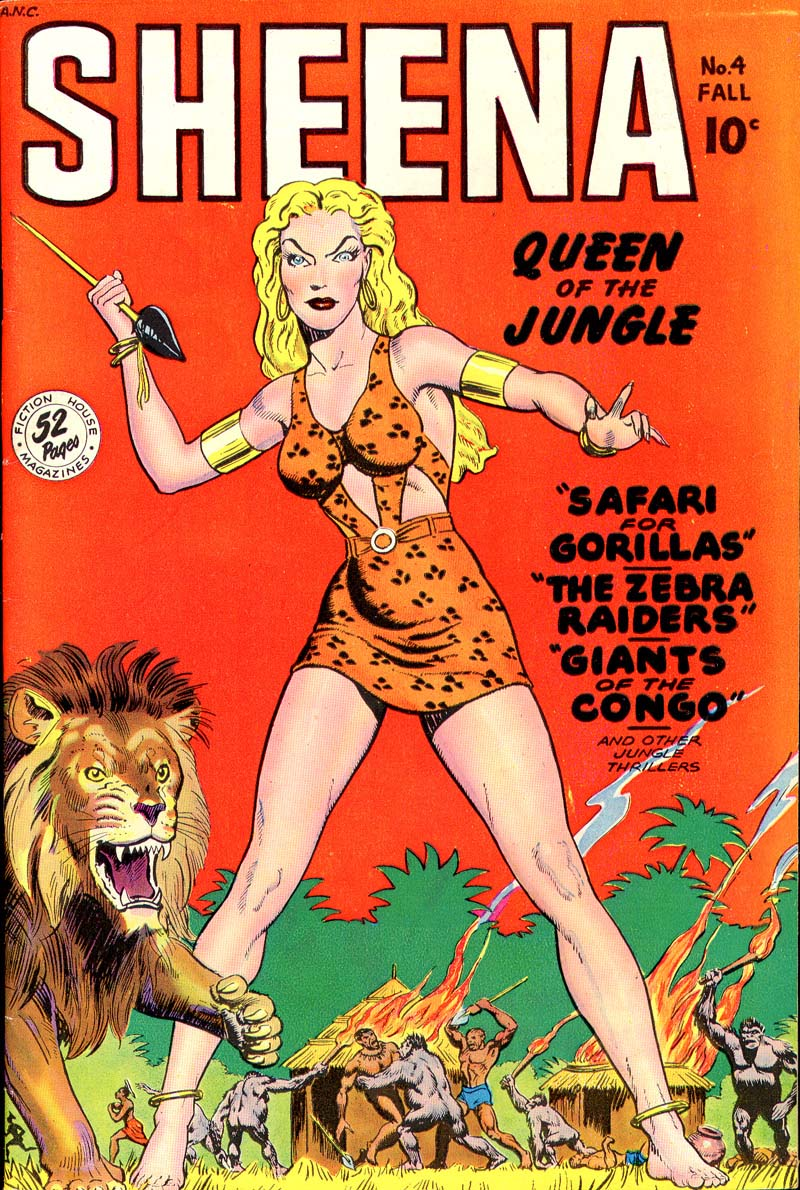
Sheena Queen of the Jungle n. 4, autunno 1942

Sheena fece il suo debutto nel 1937 sulle pagine della rivista britannica di Joshua B. Power Wags n. 1. Fu ideata da Will Eisner e S.M. "Jerry" Iger della Eisner & Iger, uno dei numerosi studi che producevano fumetti su ordinazione di editori e agenzie, e il cui cliente Editors Press Service distribuì la storia alla rivista Wags. Per nascondere il fatto che lo studio era composto da loro due soli, il duo firmò le strisce di Sheena con lo pseudonimo "W. Morgan Thomas". Eisner disse che una ispirazione per il nome del personaggio fu la dea della giungla Lei o La donna eterna (She) del romanzo del 1886 di Henry Rider Haggard.
Sheena introduceva caratteristiche inedite: lunga chioma bionda e fisico da pin-up, fu la prima "ragazza della giungla" a indossare un audacissimo (per l'epoca) bikini di pelle di leopardo, che ben presto sarebbe diventato un cliché.
La prima apparizione di Sheena negli Stati Uniti avvenne nella rivista di Fiction House Jumbo Comics n. 1 e in tutti i numero successivi (settembre 1938 – aprile 1953), nonché nella sua innovativa testata figlia di 18 numeri, Sheena, Queen of the Jungle (primavera 1942 – inverno 1952), il primo albo di fumetti a essere intitolato a un personaggio femminile. Sheena apparve anche nella rivista della Fiction House dedicata a un altro tarzanide, Ka'a'nga n. 16 (estate 1952) e nella pubblicazione di un solo numero 3-D Sheena, Jungle Queen (1953) in seguito ristampata dalla Eclipse Comics come Sheena 3-D (gennaio 1985) e da Blackthorne Publishing come Sheena 3-D Special (maggio 1985). Blackthorne pubblicò inoltre Jerry Iger's Classic Sheena (aprile 1985). Fiction House, che era in origine una casa editrice di riviste pulp, pubblicò dei racconti della sua eroina nella tarda rivista pulp Stories of Sheena, Queen of the Jungle (primavera 1951) e Jungle Stories (vol. 5) n. 11 (primavera 1954).
Alle matite e ai pennelli di Sheena si succedettero nel tempo numerosi importanti artisti del fumetto, tra cui Bob Powell (approdato poi alla Marvel) e Matt Baker, che diede vita anche ad altre affascinanti eroine (Sky Girl e Phantom Lady) durante la Golden Age del fumetto americano negli anni quaranta.
Sheena venne pubblicata ininterrottamente nei fumetti fino al 1953, quando risentì della crisi del settore e dell'inasprimento della censura: nel 1954 lo psichiatra statunitense Fredric Wertham pubblicò il libro Seduction of the Innocent - che si scagliava contro i fumetti e in particolare contro le figure femminili poco vestite - e sull'onda di questa crociata moralizzatrice nacque nello stesso anno la Comics Code Authority, l'organo di autoregolamentazione del fumetto statunitense. Ciò provocò la sparizione dalle edicole di tutte le "jungle girls" inclusa la prima e più celebre, Sheena (che comunque rivisse l'anno successivo come protagonista di una serie televisiva).
Blackthorne negli anni ottanta pubblicò le storie originali di Sheena nella serie di tre episodi Jungle Comics (maggio-ottobre 1988). Una versione di Sheena, trapiantata dall'Africa all'America meridionale, apparve nell'albo unico a fumetti Sheena, Queen of the Jungle del London Night Studio e in seguito in una miniserie di quattro episodi (febbraio 1998 – primavera 1999). Allo stesso modo la AC Comics pubblicò ristampe di Sheena e nuove storie della femmina della giungla dopo il suo risveglio.

## Edizione italiana
Il fumetto venne tradotto in italiano nel 1950 nella rivista Jumbo Comics dell'editore Giovanni De Leo.

## Opere derivate
La modella Irish McCalla ha interpretato la bionda tarzanide in Sheena: Queen of the Jungle, una serie serie televisiva di 26 episodi trasmessa per la prima volta in syndication dal 1955–56. McCalla dichiarò a un intervistatore di un giornale di essere stata scoperta dai Nassour Studios mentre stava gettando una lancia di bambù in una spiaggia di Malibù in California, aggiungendo la famosa frase "Non saprei recitare, ma potrei oscillare tra gli alberi".
Un film del 1984 della Columbia Pictures, Sheena, regina della giungla (Sheena) diretto da John Guillermin, prodotto da Paul Aratow e interpretato da Tanya Roberts, che aveva in precedenza recitato la parte di Kiri nel film del 1982 della MGM The Beastmaster. La Sheena della Roberts era dotata di un vocabolario molto più ampio di quello della McCalla. La Marvel Comics pubblicò un albo come adattamento del film Sheena in Marvel Comics Super Special n. 34 (giugno 1984), ristampandolo come Sheena, Queen of the Jungle n. 1–2 (dicembre 1984 – febbraio 1985).
L'industria cinematografica di Bollywood in India produsse in lingua hindi una serie di versioni non accreditate di Sheena, a cominciare da Tarzan Sundari, noto anche come Lady Tarzan (1983), quindi Africadalli Sheela (1986) e Jungle Ki Beti (1988).
La serie televisiva di Sheena fu fatta rivivere in syndication TV dalla Hearst Entertainment nell'ottobre del 2000, interpretata da Gena Lee Nolin. In questa serie di 35 episodi della Columbia/TriStar, a Sheena venne donato un nuovo potere: l'abilità di adottare la forma di qualsiasi animale a sangue caldo quando lo fissava con i suoi occhi. L'eroina della giungla venne inoltre rappresentata come una feroce assassina, capace di diventare una creatura umanoide chiamata il Darak'Na; in questa forma uccide numerosi individui, ma anche nella propria normale forma femminile in vari episodi la si vede pugnalare a morte soldati e altri cattivi. Come con Tanya Roberts, la Sheena della Nolin articolava frasi intere.

## Influenza nei media
La canzone dei Ramones Sheena Is a Punk Rocker - secondo il libro Rock and Roll Baby Names - sarebbe stata ispirata da Sheena, regina della giungla. La canzone è inclusa nel terzo album del gruppo, Rocket to Russia, del 1977.